# Phylloscopus budongoensis
El mosquitero ugandés (Phylloscopus budongoensis) es una especie de ave paseriforme de la familia Phylloscopidae propia del África central y oriental.

## Distribución y hábitat
Se encuentra en Camerún, Guinea Ecuatorial, Gabón, Kenia, República del Congo, República Democrática del Congo y Uganda.
Su hábitat natural son los bosques húmedos tropicales de tierras bajas.